# W. Kerr Scott
W. Kerr Scott (Haw River, 1896. április 17. – Burlington, 1958. április 16.) az Amerikai Egyesült Államok szenátora (Észak-Karolina, 1954–1958).